# Медан (презиме)
Медан је старо српско презиме из источне Херцеговине у Републици Српској.

## Порекло Медана
Сви Медани потичу од 2 брата, од укупно 6 синова кнеза Мирила (Рајковића). Тако су сви Медани у сродству са Капорима, Михићима, Мириловићима и другима (Уз напомену да су данашњи Капори вратили старо име које је братство имало и које се спомиње у дечанским хрисовуљама ). Кнез Мирило је узео ислам, тако да неке муслиманске породице изводе исто порекло (Елезовићи, Ђулсићи, Асимовићи и други). Поменути херцеговачки Рајковићи воде порекло од Орловића, који су дошли из околине Никшића тачније Риђана, бежећи од крвне освете. Дошли су у Петровиће код Требиња, где су се потукли са неким Власима те су морали поново да беже у Мириловиће који су се тада звали Вуков Дол или Вучији дол или Вукодол. Ту су браћа побила неке пашалије па су морали да беже у Горње Храсно. Скривање од Турака због убиства пашалија је један од највероватнијих разлога због промене презимена у Медан (као и Ђого, Ћук итд). Порекло Рајковића (а од којих потичу и Медани ) може да се изведе и из родослова Орловића (Рајковићи из Вучијег дола) а који су по предањима потомци српског јунака на Косову Павла Орловића (Насликаног на делу „Косовка девојка“ - Урош Предића) тј. његове двојице браће. Орловићи су по предању синови Вука Орла (Црногорца) који је наводно потомак српског кнеза Радослава Немањића. Овде треба напоменути да Павле Орловић није историјски потврђена личност . Такође на основу генеалошких истраживања породице Михић те Y-DNK анализом породица Мириловић и потомака који тврде да воде порекло од Павла Орловића ово предање не може бити потврђено .

## Крсна слава
Медани славе славу Свети Јован 20. јануара.